# Грабов (Петриковский район)
Грабов (бел. Грабаў) — агрогородок в Петриковском районе Гомельской области Беларуси. Административный центр Грабовского сельсовета.
На юге граничит с лесом.

## География

### Расположение
В 43 км на северо-запад от Петрикова, 20 км от железнодорожной станции Копцевичи (на линии Лунинец — Калинковичи), 216 км от Гомеля.

### Гидрография
Через деревню проходит Михедово-Грабовский канал.

## Транспортная сеть
На автодороге Копцевичи — Новосёлки. Планировка состоит из разделённых каналом двух частей: восточной (прямолинейная улица, близкая к меридиональной ориентации, к которой на юге присоединяется короткая прямолинейная улица) и западной (прямолинейная улица, близкая к меридиональной ориентации, пересекаемая на юге короткой улицей). Застройка деревянная, двусторонняя, неплотная, усадебного типа. В 1987 году построены кирпичные дома на 50 квартир, в которых разместились переселенцы из загрязнённых радиацией мест после катастрофы на Чернобыльской АЭС.

## История
По письменным источникам известна с XVI века как селение в Минском воеводстве Великого княжества Литовского. На карте 1560 года деревенские земли отнесены к великокняжеским. Инвентарь 1721 года свидетельствует, что деревня в это время была центром ключа. В 1731 году центр староства, владение Радзивиллов. Сохранились архивные материалы 1769 года об уточнении границ деревни Грабов с соседними селениями.
После 2-го раздела Речи Посполитой (1793 год) в составе Российской империи. Действовала Михайловская церковь (в ней хранились метрические книги с 1793 года), сгорела, в 1803 году заново отстроена, в 1870 году. перестроена. Через деревню проходил тракт со Слуцка в Столин. Имелась почтовая станция. В 1811 году во владении графа Чапского. В 1834 году в Мозырском уезде Минской губернии. Дворянин Обухович владел в деревне в 1876 году 3826 десятинами земли. В 1884 году открыта церковно-приходская школа. Была центром волости (до 17 июля 1924 года), в состав которой в 1885 году входили 7 селений с общим количеством 159 дворов. Согласно переписи 1897 года в селе находились церковь, 2 магазина, трактир, в деревне Грабов (она же Старинки, Губары) работал хлебозапасный магазин. В 1908 году село и деревня объединились в один населённый пункт, работала лесопилка.
С 20 августа 1924 года центр Грабовского сельсовета Петриковского района Мозырского (до 26 июля 1930 года и с 21 июня 1935 года по 20 февраля 1938 года) округа, с 20 февраля 1938 года Полесской, с 8 января 1954 года Гомельской областей.
В 1930 году организован колхоз «Победа», работали кирпичный завод (с 1926 года), паровая мельница, кузница. Во время Великой Отечественной войны в конце августа 1941 года оккупанты расстреляли 3 советских солдат которые выходили из окружения (похоронены в братской могиле на юго-восточной окраине). В феврале 1943 года каратели полностью сожгли деревню и убили 86 жителей. 115 жителей погибли на фронте. Согласно переписи 1959 года центр колхоза «Победа». Работают лесничество, средняя школа, Дом культуры, библиотека, аптека, фельдшерско-акушерский и ветеринарный пункты, отделение связи, 2 магазина.

## Население

### Численность
- 2004 год — 186 хозяйств, 467 жителей.

### Динамика
- 1811 год — 16 дворов.
- 1834 год — 25 дворов.
- 1850 год — 173 жителя.
- 1886 год — 29 дворов 270 жителей.
- 1897 год — в селе 54 двора, 406 жителей; в деревне Грабов (она же Старинки, Губары) 69 дворов 505 жителей (согласно переписи).
- 1908 год — 191 двор, 1264 жителя.
- 1921 год — 280 дворов, 1451 житель.
- 1940 год — 320 дворов.
- 1959 год — 840 жителей (согласно переписи).
- 2004 год — 186 хозяйств, 467 жителей.